# Brósz Irma
Brósz Irma (Kovászna, 1911. június 11. – Kolozsvár, 1976. május 20.) magyar festő, Brósz Emil ornitológus leánya és dr. Brósz Róbert jogtudós első fokú unokatestvére.

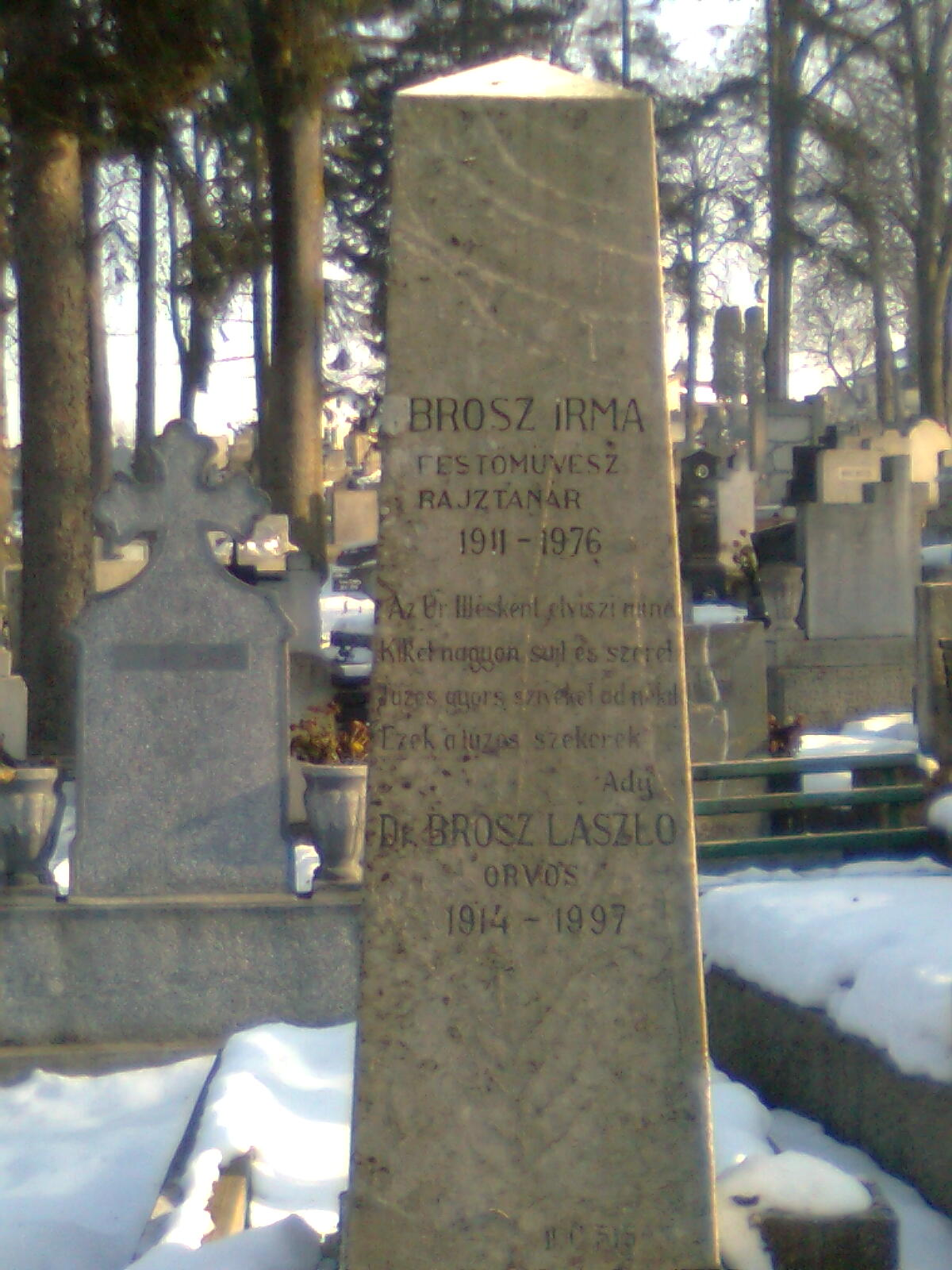
Sírja a Házsongárdi temetőben

## Életpályája
Középiskolát Kézdivásárhelyen, képzőművészeti tanulmányokat a kolozsvári és bukaresti főiskolán végzett. Rajztanár Nagyváradon (1938-39), majd nyugdíjazásáig Kolozsvárt. Jellegzetesek olaj és pasztell tájképei, önarcképei és baloldali értelmiségiekről (Dőry Erzsébet, Korvin Sándor, Kovács Katona Jenő, Köves József) készített arcképei.
A tájképek és arcképek mellett csendéleteket is festett érzékeny színlátással.
1976-ban érte a halál, a kolozsvári Házsongárdi temetőben helyezték örök nyugalomra. Sírját napjainkban is látogatják.
Sírfelirata Ady Az Úr Illésként elviszi mind... című versének első szakasza:
Az Úr Illésként elviszi mind,

Kiket nagyon sujt és szeret:

Tüzes, gyors sziveket ad nekik,

Ezek a tüzes szekerek.
1979-ben emlékkiállítást rendeztek tiszteletére a kolozsvári Művészeti Múzeumban, nyomtatott katalógust jelentettek meg, előszavát Murádin Jenő írta.

## Társasági tagság
- Barabás Miklós Céh